# Margit Pirik
Margit Pirik, coniugata Blahóné (Monor, 22 gennaio 1926 – Medford, 28 ottobre 2006), è stata una cestista ungherese.

## Carriera
Con l'Ungheria ha disputato tre edizioni dei Campionati europei (1950, 1952, 1954), vincendo una medaglia d'argento e una di bronzo.